# С.А. Феникс
Сентро Атлетико „Феникс“ (на испански: Centro Atlético Fénix) е уругвайски футболен отбор от столицата Монтевидео.
Основан е на 7 юни 1916 г. от група младежи, които го кръщават на едноименната митологична птица. Цветовете на отбора – виолетово и бяло – символизират съответно вечността и чистотата. Отборът няма много успехи в първа дивизия, но за сметка на това е един от най-успешните тимове във втора дивизия, имайки пет спечелени титли.

## Успехи
- 7х шампион на втора дивизия: 1956, 1959, 1973, 1977, 1985, 2007 и 2009
- 1х шампион на трета дивизия: 1991

## Известни бивши играчи
| - Андре Гонсалес - Алехандро Рубен - Себастиан Таборда - Фабиан Естоянов - Фернандо Канапкис |